# Mr. Echo
Mr. Echo é o décimo segundo single da banda de rock japonesa Nico Touches the Walls, lançado em 27 de março de 2013. O single está disponível em uma edição limitada (CD + DVD), contendo um DVD bônus com destaques de seus shows em 2012, e um CD normal só edição. A música "Chain Reaction" foi usada como um comercial-canção para New Balance Japan, e a canção "Sweet Memories" é um cover do cantor japonês Matsuda Seiko.